# New London, New Hampshire
New London är en kommun (town) i Merrimack County i delstaten New Hampshire, USA med 4 397 invånare (2010). 

## Kända personer från New London
- Anthony Colby, politiker